# Las Vegas Sands
Корпорація Las Vegas Sands — американська компанія, що займається казино та курортним відпочинком, базується в Парадайзі, штат Невада, США. На курортах компанії розміщуються готелі, казино тарізноманітні розваги, конвенційні та виставкові зали, ресторани та клуби, а також музей мистецтва та науки в Сінгапурі.
Має кілька курортів у США та Азії. Серед особливостей у США — два курорти на Лас-Вегас-Стріп: Венеційський і Палаццо.
В Азії Marina Bay Sands розташовано у Сінгапурі. Через свою дочірню компанію Sands China, компанія володіє кількома об'єктами нерухомості в Макао, включаючи Sands Macao, Sands Cotai Central, Венеційський Макао, Плаза Макао, Готель Макао Four Seasons та Паризький Макао. Це найбільша компанія у світі казино.

## Історія
Підприємець Шелдон Адельсон та його партнери Річард Катфеф, Ірвін Шафец, Тед Катлер та Джордан Шапіро придбали знаменитий готель Sands 1989 року. Вони відкрили Sands Expo навпроти готелю 1990 року. Центр площею 111 тис. м2 є найбільшим приватним конвенційним закладом у світі.
Готелю Sands було складно конкурувати з новими курортами на Лас-Вегас-Стріп, Адельсон зніс його, щоб звільнити місце для нового казино. Будівництво почалося 1997 року, коли модою були тематичні готелі. За зразком Венеції, він приєднався до Ескалібура, Нью-Йорка-Нью-Йорка, Парижа, Лас-Вегасу та інших тематичних готелів на Лас-Вегас-Стріп. Станом на вересень 2016 року компанія вже мала додаткові курорти в США, Сінгапурі та Макао.
Адельсон звернув увагу, що 1 мільярд людей знаходиться на відстані тригодинного перельоту до Макао, а 3 мільярди людей — в межах п'ятигодинного перельоту. Так він вирішив створити бульвар казино, схожих на Лас-Вегас, але в Макао. Всі казино відрізнялись різним стилем та ціновим діапазоном.
Sands вклали у свої проєкти в Макао 337 млн $, в Лас-Вегасі — 30 млн і в Marina Bay Sands в Сінгапурі — 15 млн $.
В Європі Адельсон та його керівна команда вели перемовини з урядами Мадриду та Барселони. У вересні 2012 року компанія оголосила, що Мадрид було обрано місцем для створення грального курорту Eurovegas. У лютому 2013 року повідомлялося, що місто Алькоркон, що на околиці столиці Іспанії було обрано як місце для проєкту. Передбачалося будівництво шести казино, дванадцяти готелів, конгрес-центру, трьох полів для гольфу, торгових центрів, барів та ресторанів, для чого знадобиться 10 років. Однак, у грудні 2013 року проєкт Євровегас було офіційно скасовано.
Бізнес компанії суттєво постраждав під час пандемії COVID-19 протягом 2019—2020 років. Так, виторг компанії за перші 6 місяців 2020 року склала 98 млн $, що на 97 % нижче, ніж аналогічний період 2019 року. Загальний операційний збиток компанії склав 922 млн $. Шельдон Адельсон заявив, що компанія продовжує виплату зарплатні та премій усім працівникам в повному об'ємі щонайменше до 31 жовтня. Попри заборону відвідування казино в Сінгапурі закордонним гравцям і посиленому карантину, казино групи Marina Bay Sands зібрали 70 млн $ EBITDA за черень-вересень 2020 року.
Протягом 2020 року виторг компанії Sands China склала 1,69 млрд $, що на 80 % менше у порівнянні з 2019 роком. Збиток компанії за 2020 рік склав 1,52 млрд $ у порівнянні з прибутком у 2,04 млрд $ 2019 року. Las Vegas Sands заявила, що дохід від усіх казино протягом IV кварталу 2020 року впала на 67 % до 1,15 млрд $.
Las Vegas Sands передаст все свои дочерние предприятия, ведущие бизнес в США, фондам международной компании по управлению инвестициями Apollo Management.
У березні 2021 року, через два місяці після смерті Шелдона Адельсона, корпорація Sands оголосила про продаж своїх об'єктів нерухомості в Лас-Вегасі компанії Vici Properties, а своїх операцій — компанії Apollo Global Management. У 2021 році пандемія COVID-19 ще більше негативно вплинула на фінанси корпорації, призвівши до зниження виручки на 97,1% і фінансових втрат у другому кварталі в розмірі $985 млн.
| Зображення | Власність              | Розташування           | Дата відкриття  |
| ---------- | ---------------------- | ---------------------- | --------------- |
|            | Sands Expo             | Лас-Вегас, штат Невада | 1990            |
|            | Венеційський Лас-Вегас | Лас-Вегас, штат Невада | 3 травня 1999   |
|            | Sphere at the Venetian | Лас-Вегас, штат Невада | 2021            |
|            | Sands Macao            | Півострів Макао, Макао | 18 травня 2004  |
|            | Cotai Arena            | Котаї Стрип, Макао     | 8 квітня 2007   |
|            | Венеційський Макао     | Котаї Стрип, Макао     | 28 серпня 2007  |
|            | Палаццо                | Лас-Вегас, штат Невада | 30 грудня 2007  |
|            | Плаза Макао            | Котаї Стрип, Макао     | 28 серпня 2008  |
|            | Marina Bay Sands       | Марина Бей, Сінгапур   | 27 квітня 2010  |
|            | Sands Cotai Central    | Котаї Стрип, Макао     | 12 квітня 2012  |
|            | Паризький Макао        | Котаї Стрип, Макао     | 13 вересня 2016 |

Компанія також володіє Four Seasons в Макао, Conrade Macao, Holiday Inn Macao, Sheratone Macao та Saint-Regis Macao в Котаї Стрип, Макао.
| Зображення | Власність              | Розташування           | Дата відкриття | Дата закрита | Примітки |
| ---------- | ---------------------- | ---------------------- | -------------- | ------------ | --- |
|            | Готель Sands та казино | Лас-Вегас, штат Невада | 1925           | 1960         | Оригінальний готель Sands у Лас-Вегасі — знесений 26 листопада 1996 |
|            | Курорт Пісс Віфлеєм    | Віфлеєм, Пенсільванія  |                | 2025         | Курорт Sands Casino Bethlehem було продано 31 травня 2019 компанії Wind Creek Hospitality, племінній компанії індіанців Poarch Band of Creek в Алабамі. Після завершення продажу власність була перевлаштована Віфрік Віт-Крік. |

## Літаки
Флот компанії знаходиться в оренді Tradenda Capital і включає такі літаки (станом на серпень 2019):

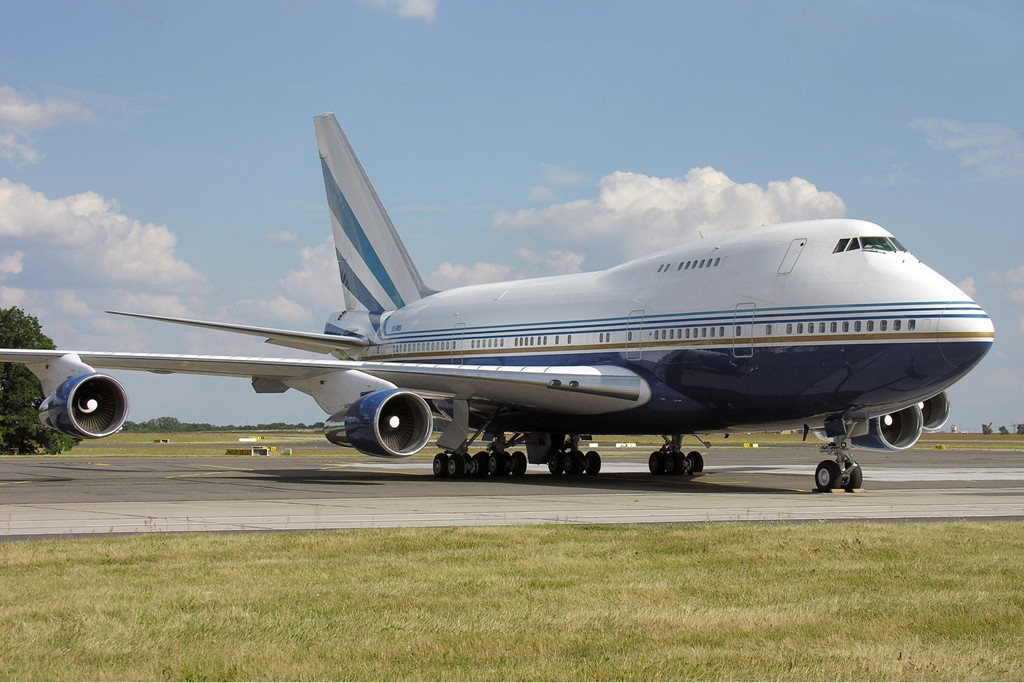
Один з двох літаків Boeing 747SP Sands

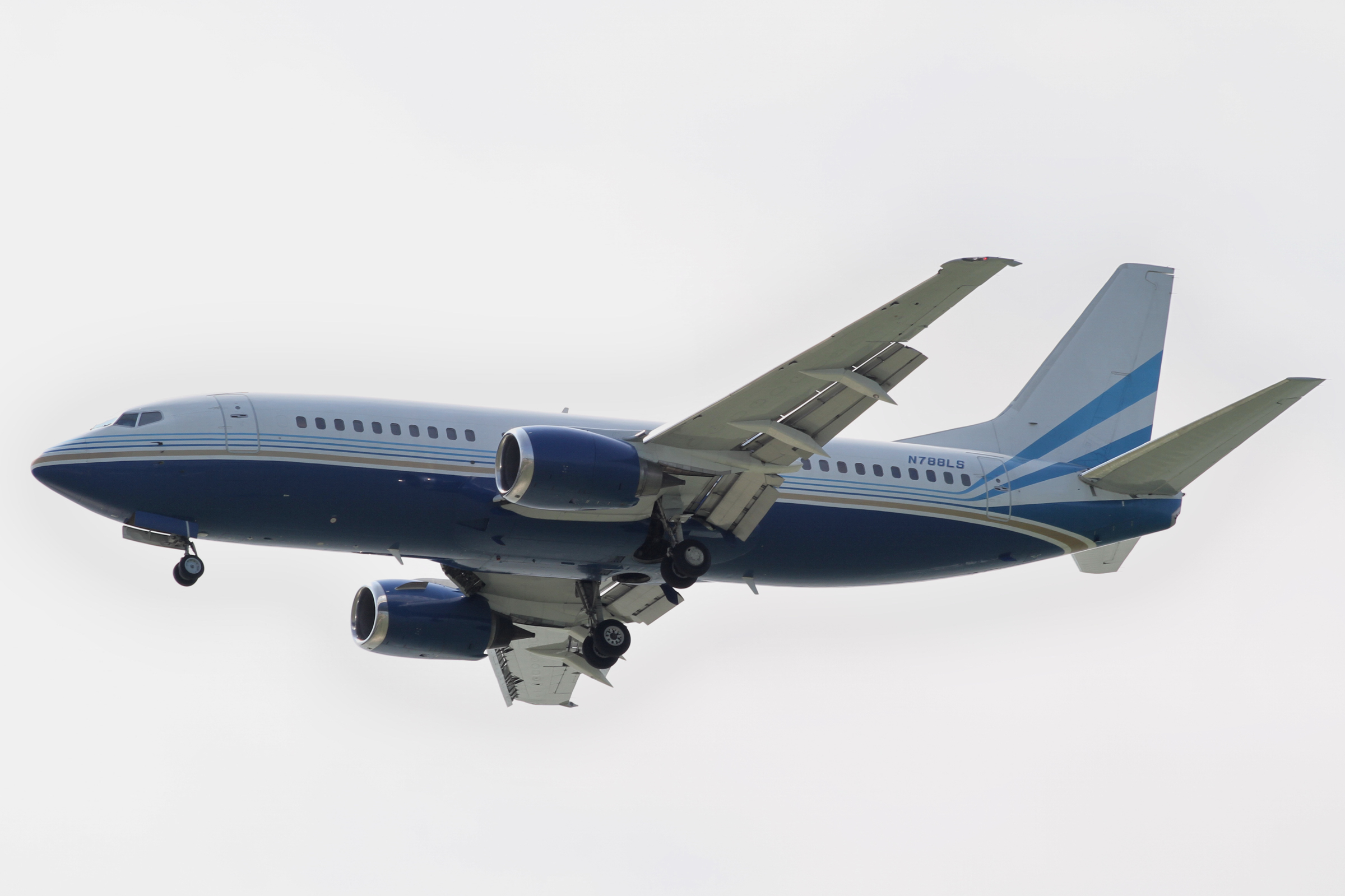
Боїнг 737—300 наближається до аеропорту Чангі Сінгапуру

| Тип літака      | Номер борту | Примітки |
| --------------- | ----------- | -------- |
| Гольфстрім III  | N623MS      |          |
| Гольфстрім IV   | N588LS      |          |
| Гольфстрім IV   | N688LS      |          |
| Гольфстрім IV   | N883LS      |          |
| Гольфстрім IV   | N886LS      |          |
| Гольфстрім IV   | N889LS      |          |
| Гольфстрім IV   | N972MS      |          |
| Гольфстрім IV   | N988LS      |          |
| Gulfstream V    | N383LS      |          |
| Airbus A340-500 | VP-BMS      |          |
| Боїнг 737—300   | N788LS      |          |
| Боїнг 737—300   | N789LS      |          |
| Боїнг 737—700   | N108MS      |          |
| Боїнг 737—700   | N887LS      |          |
| Боїнг 767—300   | N804MS      |          |
| Boeing 747SP    | VP-BLK      |          |
| Boeing 747SP    | VQ-BMS      |          |